# Metionina sintasa
La metionina sintasa també anomenada MS, MeSe o MetH és un enzim (EC 2.1.1.13) responsable de la regeneració de metionina a partir d'homocisteïna. En humans és codificat pel gen MTR (5-metiltetrahidrofolat-homocisteïna metiltransferasa). La metionina sintasa forma part del cicle de biosíntesi i regeneració de la S-adenosil metionina. En animals aquest enzim requereix la vitamina B12 (cobalamina) com a cofactor, mentre que la forma trobada en les plantes funciona independentment de la presència de cobalamina. Els microorganismes expressen ambdues formes de l'enzim.

## Mecanisme

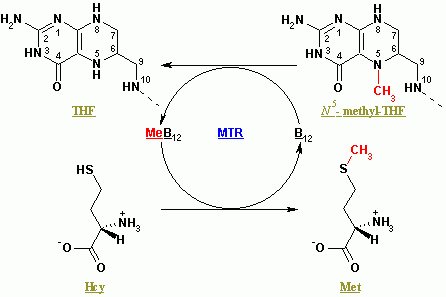
La reacció catalitzada per la metionina sintasa.

La metionina sintasa catalitza el pas final en la regeneració de metionina (Met) a partir d'homocisteïna (Hcy). La reacció global transforma el 5-metiltetrahidrofolat (N⁵-MeTHF) a tetrahidrofolat (THF) transferint un grup metil de la Hcy per formar Met. En mamífers, la metionina sintasa és l'únic enzim que metabolitza N⁵-MeTHF per regenerar el cofactor actiu THF. En les formes de l'enzim que depenen de la cobalamina, la reacció és precedida per dos passos en una reacció ping pong. L'enzim és inicialment encebat a un estat reactiu per la transferència d'un grup metil del N⁵-MeTHF a Co(I) a la forma de l'enzim que conté la cobalamina (Cob), formant metil-cobalamina (Me-Cob) que ara conté Me-Co(III) tot activant l'enzim. Aleshores, una Hcy que s'ha coordinat a un enzim que conté zinc per formar un tiolat reactiu, reacciona amb la Me-Cob. El grup metil actiu és transferit de la Me-Cob al Hcy tiolat, el qual regenera Co(I) en el complex Cob, i la Met és alliberada de l'enzim. El mecanisme independent de la cobalamina segueix el mateix esquema general però amb una reacció directa entre el zinc tiolat i el N⁵-MeTHF.

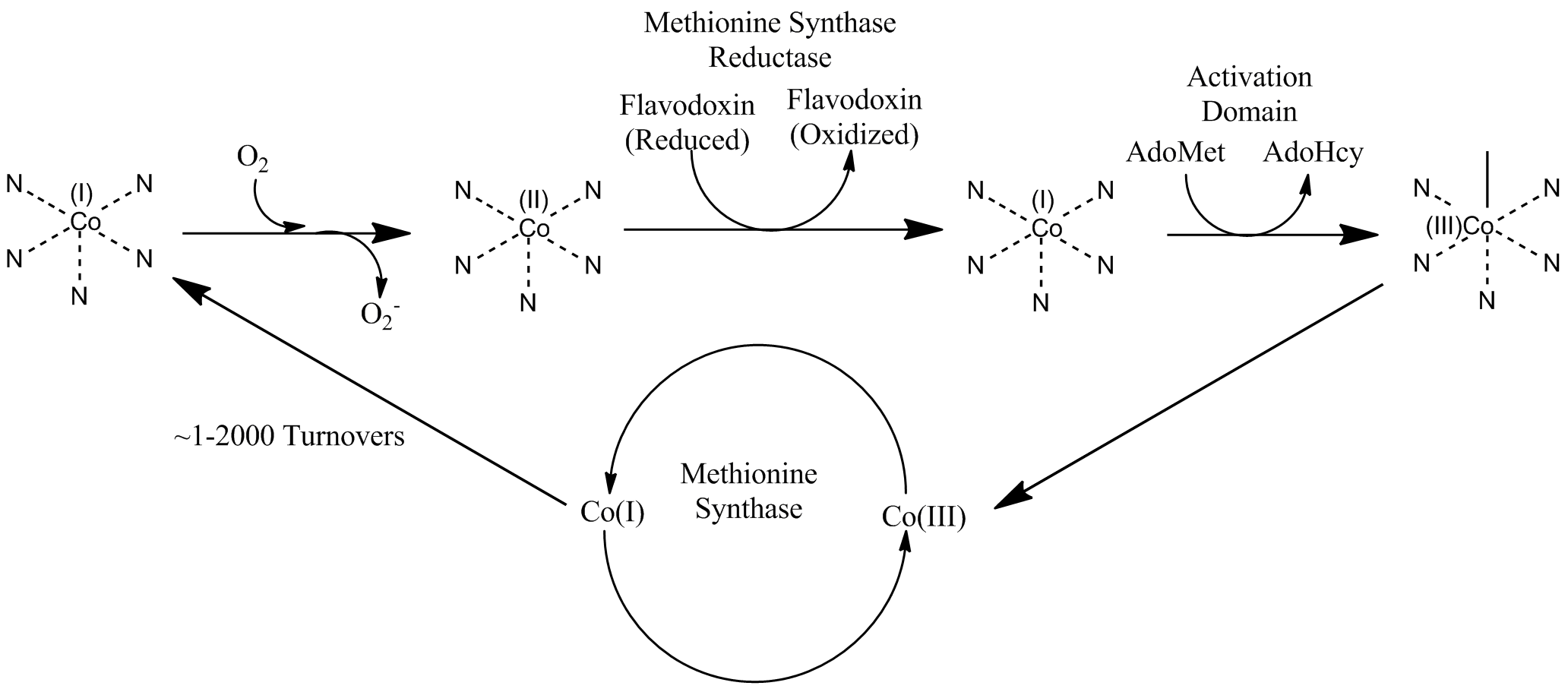
Via recol·lectora de (metionina sintasa) reductasa per recuperar metionina sintasa desactivada

El mecanisme de l'enzim depén en la regeneració constant de Co(I) en el Cob, però aquest no és sempre el cas. En comptes d'això, cada 1-2000 cicles catalítics, la Co(I) pot ser oxidada a Co(II), fet que atura permanentment l'activitat catalítica. Una altra proteïna, la (metionina sintasa) reductasa, catalitza la regeneració de Co(I) i la restauració de l'activitat enzimàtica. Com que l'oxidació de Cob-Co(I) atura inevitablement l'activitat de la metionina sintasa que depèn del Cob, els defectes o les deficiències en la (metionina sintasa) reductasa han estat implicats en algunes de les malalties associades a la deficiència de metionina sintasa. Els dos enzims formen una via recol·lectora mostrada en la imatge.

## Estructura

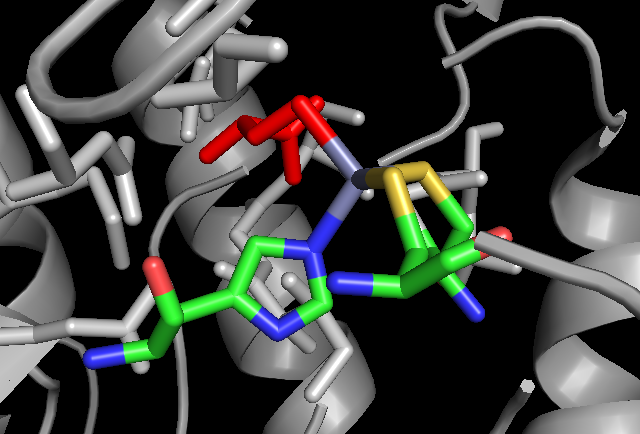
Lloc d'unió de l'homocisteïna en la metionina sintasa. Els residus His618, Cys620, i Cys704 s'uneixen al Zn (morat) el qual s'uneix a l'homocisteïna (vermell)

Les estructures cristal·lines de la MS depenent i independent de la cobalamina han estat resoltes, amb poca semblança en l'estructura global malgrat que porten a terme la mateixa reacció global i amb semblances en els llocs d'unió existents, com ara el de la Hcy. La MS dependent de la cobalamina té quatre dominis: domini d'activació, domini d'unió de la cobalamina, domini d'unió de l'homocisteïna, i domini d'unió del N⁵-MeTHF. El domini d'activació és el lloc d'interacció amb la (metionina sintasa) reductasa i és on la SAM que ha estat utilitzada s'hi uneix en una etapa del cicle de re-activació de l'enzim. El domini d'unió de la cobalamina conté Cob entre diverses hèlixs alfa grans i està unit a l'enzim de manera que l'àtom de cobalt del grup és exposat per poder tenir contacte amb altres dominis. El domini d'unió de l'homocisteïna conté el lloc d'unió del zinc, el qual és crític pel funcionament de l'enzim, format per residus de cisteïna i histidina coordinats a un ió de zinc que es pot unir a la Hcy. El domini d'unió del N⁵-MeTHF conté una estructura barril conservada en què el N⁵-MeTHF pot formar un pont d'hidrogem amb els residus asparagina, arginina, i àcid aspartic. Tota l'estructura experimenta un moviment dramàtic de balanceig durant la catàlisi perquè el Cob es va movent entre els dominis d'unió de la Hcy i el N⁵-MeTHF, transferint el grup de metil actiu del domini d'unió del N⁵-MeTHF al de la Hcy.

## Funció biològica

La metionina sintasa és l'enzim necessari per a la reacció 4.

El propòsit principal de la metionina sintasa és regenerar Met en el cicle de la S-adenosil metionina, el qual consumeix Met i ATP per generar Hcy. Aquest cicle és crític perquè la S-adenosil metionina és utilitzada extensament en els organismes com a font de grup metil actiu, i per això la metionina sintasa compleix una funció essencial que permet que el cicle de la SAM es pugui perpetuar sense una afluència constant de Met. D'aquesta manera, la metionina sintasa també serveix per mantenir nivells baixos d'Hcy i, com que la metionina sintasa és un dels pocs enzims que utilitzen N⁵-MeTHF com a substrat, indirectament també serveix per a mantenir els nivells de THF.
En plantes i microorganismes, la metionina sintasa serveix un propòsit dual de perpetuar el cicle de la SAM i també catalitzar el pas sintètic final en la síntesi de novo de la Met. Encara que la reacció és exactament igual per ambdós processos, la funció global és diferent de la de la metionina sintasa en éssers humans perquè la Met és un aminoàcid essencial que no és sintetitzat de novo en el cos humà.

## Importància clínica
Les mutacions en el gen MTR han estat identificades com a causa subjacent de la deficiència de metilcobalamina complementària al grup G, o deficiència de metilcobalamina tipus cblG. La deficiència o mala regulació de l'enzim a causa de la deficiència (metionina sintasa) reductasa pot resultar directament en nivells elevats d'homocisteïna, els quals estan associats amb ceguesa, símptomes neurològics, i defectes de naixement. La majoria de casos de deficiència de metionina sintasa són simptomàtics en els primers dos anys de vida amb molts pacients presentant un desenvolupament ràpid d'encefalopatia severa. Una conseqüència de l'activitat reduïda de la metionina sintasa és l'anèmia megaloblàstica.

## Genètica
Diversos polimorfismes en el gen MTR han estat identificats.
- 2756D→G (Asp919Gly)